# Limassolla gratiosa
Limassolla gratiosa är en insektsart som först beskrevs av Irena Dworakowska 1981.  Limassolla gratiosa ingår i släktet Limassolla och familjen dvärgstritar.
Artens utbredningsområde är Kongo-Kinshasa. Inga underarter finns listade i Catalogue of Life.